# النفور
النفور هي قرية سورية صغيرة توجد في محافظة ريف دمشق في منطقة قطنا.